# (300092) 2006 UB239
(300092) 2006 UB239 es un asteroide perteneciente al cinturón de asteroides, descubierto el 23 de octubre de 2006 por el equipo del Spacewatch desde el Observatorio Nacional de Kitt Peak, Arizona, Estados Unidos.

## Designación y nombre
Designado provisionalmente como 2006 UB239.

## Características orbitales
2006 UB239 está situado a una distancia media del Sol de 3,073 ua, pudiendo alejarse hasta 3,325 ua y acercarse hasta 2,820 ua. Su excentricidad es 0,082 y la inclinación orbital 7,145 grados. Emplea 1967,68 días en completar una órbita alrededor del Sol.

## Características físicas
La magnitud absoluta de 2006 UB239 es 16,2.